# Bustillo de Chaves
Bustillo de Chaves è un comune spagnolo di 113 abitanti situato nella comunità di Castiglia e León.